# Budweiser Stage

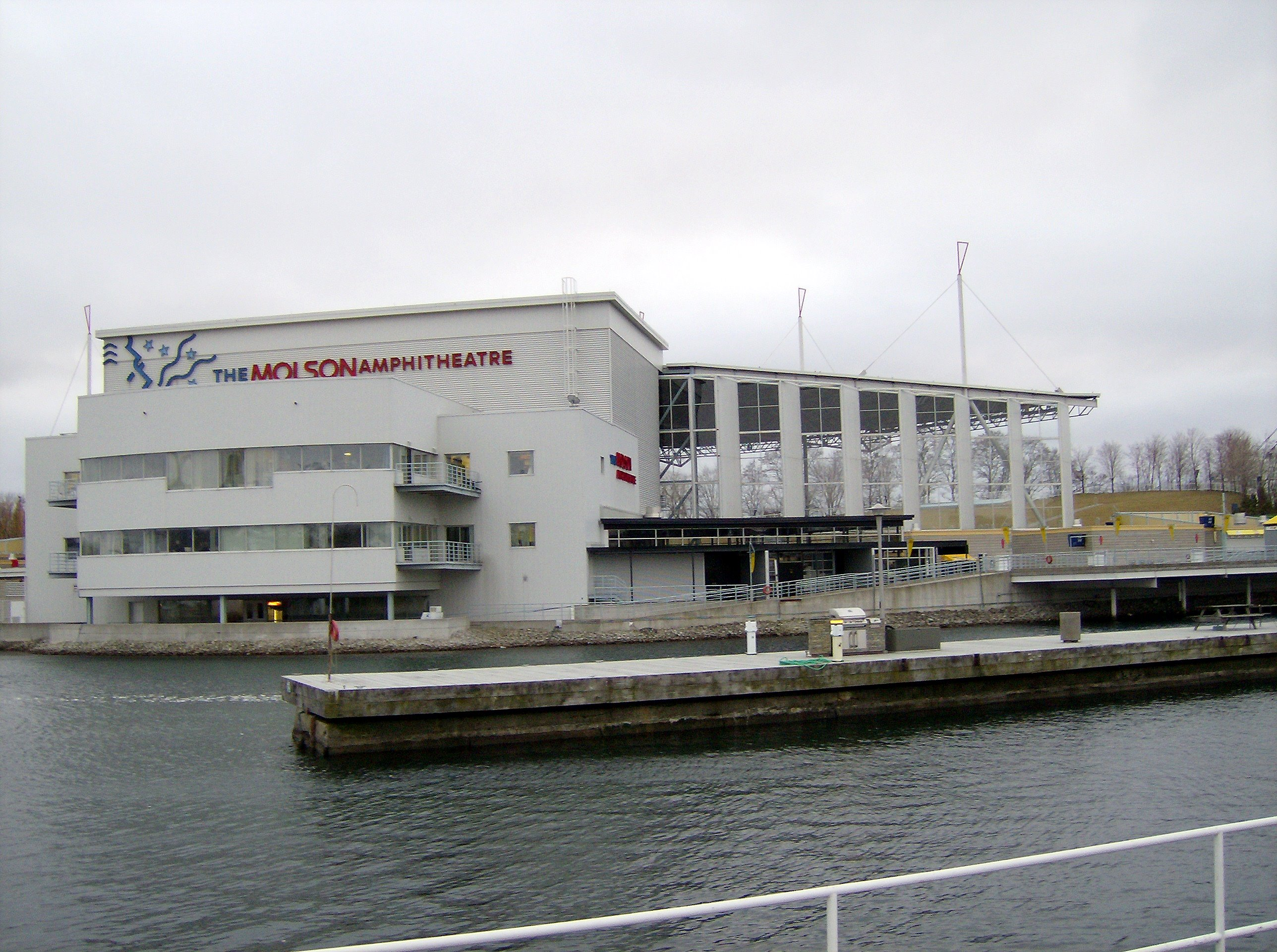
Anfiteatro

Budweiser Stage (anteriormente chamado de Molson Amphitheatre) é um semi-fechado local de concertos ao ar livre, em Toronto, Ontário, Canadá. O endereço é 909 Lake Shore Boulevard West. O local é palco de muitos shows, incluindo gêneros como rock, pop e jazz.
O primeiro músico a atuar neste local foi Bryan Adams, em 18 de maio de 1995.
No inverno de 1994-1995, houve demolição controversa do Forum, e construção de uma avenida larga no local.